# Пиччинини, Марина
Марина Пиччинини (англ. Marina Piccinini; род. 1968) — американская флейтистка.

## Биография
Отец — итальянец, математик, мать — из Бразилии, домохозяйка. До 8 лет жила с родителями в Бразилии, потом в Швейцарии и, наконец, в Ньюфаундленде (Канада). Начала играть на флейте в 10 лет, брать уроки — в 16. В 1985 получила в Торонто первую премию на конкурсе молодых исполнителей, организованном Канадской радиовещательной корпорацией. Переехала в Нью-Йорк, училась в Джульярдской школе у Джулиуса Бейкера, а потом в Швейцарии у Ореля Николе. Завоевала ряд премий и стипендий. В 2002 после терактов 11 сентября переехала в Австрию.
Муж — швейцарский пианист Андреас Хефлигер, сын известного тенора Эрнста Хефлигера.

## Творческое сотрудничество
Среди коллективов, с которыми флейтистка выступала, — Бостонский симфонический оркестр, Лондонский филармонический оркестр, Токийский симфонический оркестр, Монреальский симфонический оркестр, Роттердамский филармонический оркестр, Сент-Луисский симфонический оркестр, которыми дирижировали Пьер Булез, ХК Грубер, Курт Мазур, Джанандреа Нозеда, Сэйдзи Одзава, Эса-Пекка Салонен, Станислав Скровачевский, Леонард Слаткин, Чон Мён Хун. Концертировала во многих странах мира, многократно выступала в Японии, не раз играла с Мицуко Утида.

## Педагогическая деятельность
С 2001 года преподаёт в консерватории Пибоди (Балтимор).